# Ucar (Azerbaigian)
Ucar è una città dell'Azerbaigian, capoluogo dell'omonimo distretto.